# Francisco Simón Pérez de Grandallana
Marino español nacido en Jerez de la Frontera en 1816 y fallecido en 1868. 
Destinado a América, sofocó la rebelión a bordo del Isabel II, que estaba bajo su mando. Pasó después a Italia y participó en las luchas a favor del papa Pío IX, quien le concedió la Cruz de San Gregorio. Como general desempeñó diversos cargos en departamentos marítimos y era un experto en construcciones navales. En 1858 representó en las Cortes a su ciudad natal. Poseyó las cruces de Isabel la Católica, Carlos III, San Fernando y San Hermenegildo.
- Datos: Q5867484